# Líbero Parri Romero
Líbero Parri (Burjassot, Horta Nord, 18 de gener de 1982) és un futbolista valencià, que ocupa la posició de migcampista atacant. Ha estat internacional amb les categories inferiors de la selecció espanyola.

## Trajectòria
Sorgit del planter del València CF, va ser cedit al Vila-real CF la temporada 99/00, amb qui debuta a Segona Divisió. Els groguets pugen a la màxima categoria i Parri juga 27 partits i marca 3 gols. El seu bon paper a la Plana Baixa fa que el València el repesque i l'hi incorpore al primer equip, però tot just apareixeria en dos partits dels de Mestalla, el que suposaria el seu debut a la màxima categoria. Acabaria la temporada 00/01 a l'Elx CF.
Després de passar la 01/02 sense massa èxit al CD Numancia, a l'estiu del 2002 fitxa per l'Albacete Balompié amb qui retorna a primera divisió. Seria titular amb els manxecs durant quatre temporades (amb una cessió al Racing de Santander enmig). Però, la temporada 07/08 deixa de comptar i encetada la competició marxa al Cadis CF, amb qui baixa a Segona B. La temporada 08/09 retorna a València, per militar a l'altre equip de la ciutat, el Llevant UE, on realitzaria una discreta temporada. Només està un any a l'equip granota, i la temporada 09/10 fitxa pel Nàstic de Tarragona. En total suma 255 partits entre Primera i Segona Divisió, en els quals ha fet 40 gols.